# Templo de Belona (Roma)
Templo de Belona foi um antigo templo romano dedicado à deusa Belona e que ficava perto do Templo de Apolo Sosiano e do Teatro de Marcelo, no Campo de Marte, em Roma.

## História
Ápio Cláudio Cego jurou construí-lo em 296 a.C. durante a Terceira Guerra Samnita, no local onde depois seria a região do Circo Flamínio, foram do pomério, mas perto da Muralha Serviana, o que permitia que ele abrigasse encontros extraordinários do Senado Romano com embaixadas estrangeiras de inimigos, generais chegando ou partindo da cidade (proibidos de entrar no pomério) e as despedidas de um novo procônsul partindo para sua nova província. Ápio Cláudio Pulcro, descendente de Ápio e cônsul em 79 a.C., abrigou lá as imagens clipeadas (imagines clipeatae) de seus ancestrais, propagandeando sua descendência do fundador.
O templo, há muito considerado perdido, foi identificado juntamente com os restos de um pódio, recuperado durante as obras da década de 1930 que tinham por objetivo permitir que o Teatro de Marcelo ficasse isolado das demais estruturas vizinhas. Estes restos eram de uma reconstrução do período augustano que não é mencionada nas fontes literárias, mas que provavelmente estava relacionada à transformação na região para permitir a construção do teatro. Augusto, que estava ligado aos fundadores do templo por meio de sua esposa da gente Cláudia, Lívia Drusila, pode ter financiado a obra, mas é possível também que tenha sido Marco Lívio Druso Claudiano, cônsul em 38 a.C., conquistador dos hirpinos, aliado e sogro de Augusto.
Os restos deste pódio são feitas do cimento que preenchia os espaços das estruturas que suportavam os pesos, construídas de blocos em opus quadratum, reutilizados depois que o templo foi abandonado e agora se perderam. A estrutura da igreja Santa Rita da Cascia in Campitelli, de Carlo Maderno, foi movida para o local do pódio depois que ela foi removida do sopé do Capitólio na década de 1930.
A planta na Forma Urbis Romae mostra que o Templo de Belona era hexastilo, com seis colunas nos lados curtos e nove nos maiores, com uma escadaria que deva acesso ao pódio. A fachada, como a do vizinho Templo de Apolo Sosiano, estava revestida de mármore carrara e travertino gessado.

## Coluna bélica
Em frente ao templo ficava uma coluna utilizada nos primórdios da Roma Antiga numa cerimônia de declaração de guerra, que envolvia atirar uma lança do território romano em direção ao território inimigo. Porém, depois que Roma foi obrigada a declarar guerra a um estado cujo território não fazia fronteira com o seu (Pirro de Epiro), não foi mais possível manter o ritual original. A partir daí, um prisioneiro de guerra era forçado a segurar um pedaço de terra inimigo na região do Circo Flamínio, onde uma coluna era erigida (provavelmente em madeira) como uma representação simbólica de um território inimigo e uma lança era atirada na coluna. Este novo procedimento foi utilizado em todas as declarações de guerra subsequentes (o último conhecido foi em 179 d.C., na época de Marco Aurélio).
Uma área circular com o pavimento restaurado à frente deste templo foi interpretado, na época das escavações, como o local onde esta coluna ficava, uma conjectura baseada unicamente nas fontes literárias. Atualmente, o local é identificado como sendo onde se realizava o antigo perirrantério (perirrhanterion; oferendas à cada quinquênio) antes do Templo de Apolo ter sido construído.

## Localização
| Planimetria do Campo de Marte meridional |
| --- |
| Tibre Navália Circo Flamínio Teatro de Marcelo T. de DianaC T. da Piedade T. de Jano T. de Juno T. de Spes Templo de Belona Templo de Apolo Sosiano Templo de Júpiter Estator Templo de Juno Regina Pórtico de Otávia Portico de Filipo T. de Hércules Portico de Otávio Teatro de Balbo Cripta de Balbo Portico de Minúcio T. das Ninfas Diribitório T. de Juturna T. da Fortuna T. de Ferônia T. dos Lares Permarinos Cúria de Pompeu Portico de Pompeu Teatro de Pompeu Templo da Vênus Victrix Templo de Marte Santuário de Hércules Grande Vigia Templo de Castor e Pólux Ponte Fabrício Ilha Tiberina Pórtico dos Máximos T. de Netuno Pórtico dos Deuses Vila Pública Hecatostilo T. da Fortuna Equestre Anfiteatro de Estacílio Tauro (?) |